# Igreja Protestante Maóhi
A Igreja Protestante Maóhi (IPM) - em francês Église Protestante Māòhi em em taitiano Ètārētia Porotetani Māòhi  - é uma denominação reformada, formada na Polinésia Francesa, em 1815, a partir de missões da Sociedade Missionária de Londres e Sociedade Missionária Evangélica de Paris.
É religião predominante nas Ilhas da Sociedade e Arquipélago das Austrais. A IPM é conhecida pelo seu trabalho de apoio aos direitos dos povos nativos da Polinésia Francesa, bem como pelo apoio à independência da Polinésia Francesa.

## História

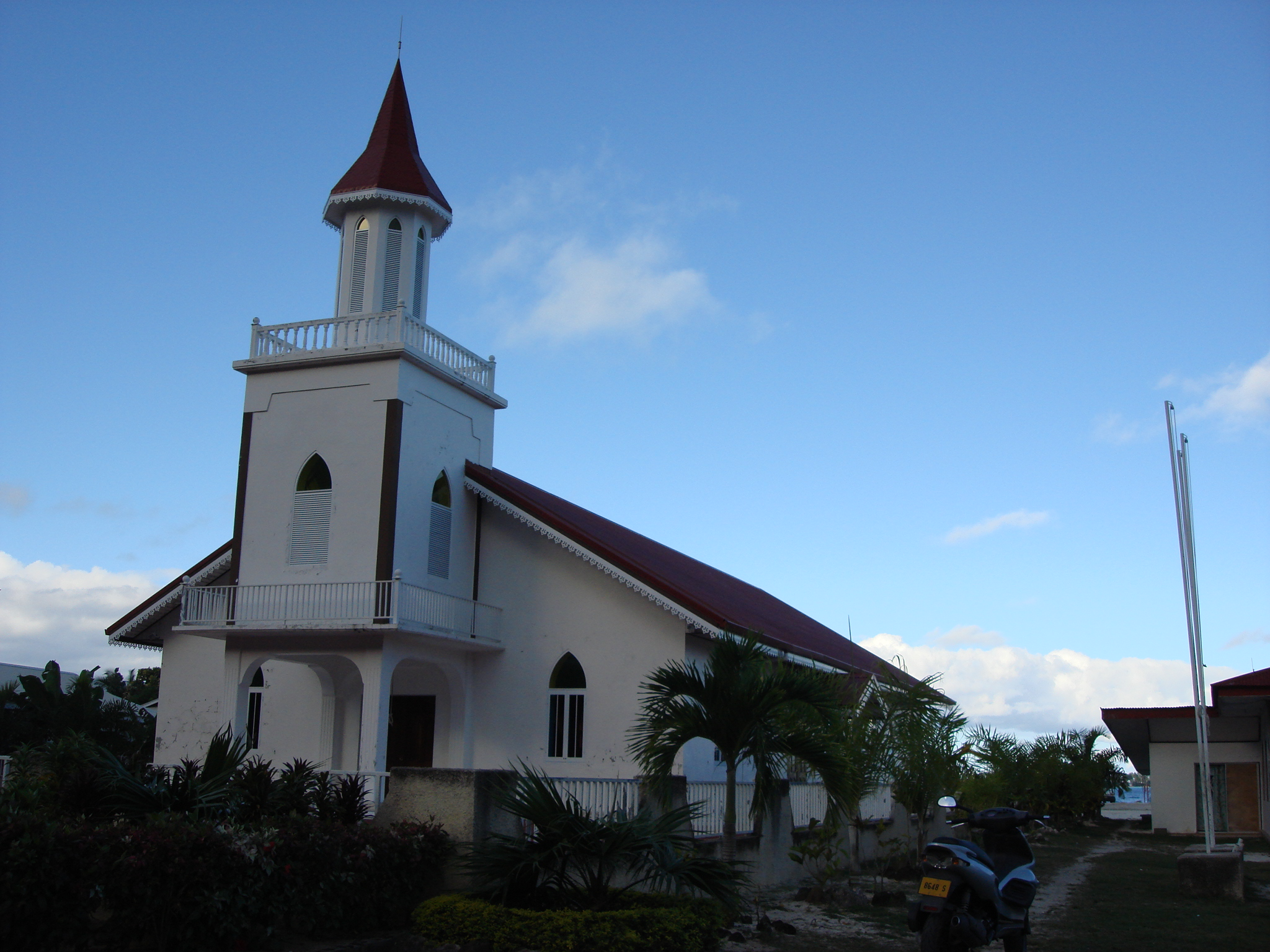
Igreja Protestante em Anau, Bora Bora.

Em 5 de março de 1797, os primeiros missionária da Sociedade Missionária de Londres (SML) chegaram ao território que corresponde à Polinésia Francesa. Até 1815, a maioria da população se converteu ao Cristianismo. Sendo assim, foi estabelecida uma igreja nacional protestante. A igreja se, que se espalhou do Taiti para os outros quatro arquipélagos. 
Após os desenvolvimentos políticos em 1863, a  entregou seu controle sobre a igreja para a Sociedade Missionária Evangélica de Paris. 
Em 1963, a igreja se tornou autônoma sob o nome de Igreja Evangélica da Polinésia Francesa  (em francês Eglise évangélique de Polynésie française). 
A denominação cresceu nos anos seguinte e se tornou a religião predominante nas Ilhas da Sociedade e Ilhas Austrais. Apenas, Ilhas Marquesas, Arquipélago de Tuamotu e Ilhas Gambier são de maioria católica romana na Polinésia Francesa.

## Doutrina
A IPM é congregacional e subscreve o Credo dos Apóstolos.

## Relações Intereclesiásticas
A denominação é parte do Conselho Mundial de Igrejas, da Comunhão Mundial das Igrejas Reformadas e   da Comunidade das Igrejas em Missão.
Igualmente, tem relação próxima com a relações com a Igreja Protestante de Kanaky Nova Caledônia